# Курячий Максим Павлович
Макси́м Па́влович Ку́рячий (нар. 8 листопада 1979, м. Павлоград, Дніпропетровська область) — український політичний діяч, народний депутат, член фракції БПП.

## Освіта
У 1997 році закінчив середню загальноосвітню школу № 8 м. Павлограда із золотою медаллю. У тому ж році поступив на юридичний факультет Дніпропетровського національного університету ім. О. Гончара, який закінчив у 2002 році з відзнакою та здобув кваліфікацію юриста. У 2005 році отримав другу вищу освіту, закінчив Дніпропетровський національний університет ім. О. Гончара за спеціальністю «Державна служба» та здобув кваліфікацію магістра у галузі державного управління.

## Кар'єра
У січні 2001 року був обраний за конкурсом на заміщення вакантної посади юрисконсульта у виконавчому комітеті Красногвардійської районної у м. Дніпропетровську ради. У виконкомі Курячий М. П. працював майже десять років. Обіймав посади юрисконсульта, завідувача відділу правового забезпечення.
У квітні 2006 року рішенням сесії районної у місті ради був затверджений на посаді заступника голови Красногвардійської районної у м. Дніпропетровську ради з питань діяльності виконавчих органів, пропрацював на цій посаді чотири роки. Після президентських виборів 2010 року з політичних мотивів залишає посаду заступника голови Красногвардійської районної у м. Дніпропетровську ради. З квітня 2010 року він переходить до Апарату Верховної Ради України на посаду помічника-консультанта народного депутата України.
У травні 2010 року був обраний головою Дніпропетровської міської організації ВО «Батьківщина». Після виборів до місцевих рад у 2010 році він — депутат Дніпропетровської міської ради VI скликання, голова фракції ВО «Батьківщина» у Дніпропетровській міській раді.
У листопаді 2014 року був обраний народним депутатом України VIII скликання. Увійшов до складу Комітету Верховної Ради України з питань податкової та митної політики.

## Нагороди
За особистий внесок у розвиток місцевого самоврядування нагороджений почесною грамотою голови Дніпропетровської обласної ради. Відзначався грамотою митрополита Київського та всієї України Володимира, а у грудні 2009 року Священним Синодом Української православної церкви нагороджений орденом «Почаївської ікони Божої матері».